# Sebastião Formosinho
Sebastião José Formosinho Sanches Simões (Oeiras (Portugal), 19 de setembro de 1943 - Coimbra, 19 de Dezembro de 2016) foi um químico e catedrático jubilado português.

## Carreira
Licenciou-se com 18 valores em Física pela Universidade de Coimbra e doutorou-se pela Royal Institution.
Foi secretário de Estado do Ensino Superior (de 1980 a 1981), presidente do Centro Regional das Beiras da Universidade Católica e presidente da Sociedade Portuguesa de Química.
A 20 de Setembro de 2013 foi jubilado e deu a sua última lição.

## Obras
- Chemical Kinetics. From Molecular Structure to Chemical Reactivity (Elsevier, em co-autoria)
- Nos Bastidores da Ciência. Vinte Anos Depois (Imprensa da Universidade de Coimbra)
- O Deus que não temos. Uma história de grandes intuições e mal-entendidos (Bizâncio)
- Uma intuição por Portugal (Artez, 2009).

## Prémios[1]
- Prémio Artur  Malheiros (1972)
- Prémio Ferreira da Silva (1984)
- Prémio Aboim Sande Lemos (1997)
- Prémio Gulbenkian para Ciências Básicas (1994)